# Helen Hunt
Helen Elizabeth Hunt, ameriška igralka, filmska režiserka in scenaristka, * 15. junij 1963, Culver City, Kalifornija, ZDA.
Helen Hunt je sedem let igrala v televizijski situacijski komediji Noro zaljubljena (Mad About You). Za to vlogo je štirikrat zaporedoma prejela nagrado emmy v letih od 1996 do 1999. Nato je leta 1997 igrala v romantični komediji Bolje ne bo nikoli (As Good as It Gets), za kar je istega leta prejela oskarja za najboljšo igralko. Med drugim je igrala v hollywoodskih uspešnicah: Twister, Brodolomec (Cast Away), Kaj ženske ljubijo (What Women Want), Podaj naprej (Pay It Forward) in Soul Surfer. Leta 2007 je prvič režirala film Nato me je našla  (Then She Found Me).
Helen Hunt se je rodila v Culver Cityju. Njena mati Jane Elizabeth (rojena Novis) je delala kot fotografinja, njen oče Gordon E. Hunt pa je igralec, filmski režiser in poučevalec igranja. Tudi njen stric Peter Huls Hunt je režiser. Njena stara mati po očetovi strani izvira iz nemške judovske družine, njen stari oče po materini strani pa se je rodil v Angliji. Njena stara mati po mamini strani, rojena v Iowi, Dorothy Fries (rojena Anderson) je bila poučevalka govora. Njena družina se je preselila v New York, ko je bila Helen Hunt stara tri leta. Tu je oče režiral za gledališče, ona pa je kot otrok obiskovala igre večkrat na teden. Študirala je balet in študirala na Univerzi Kalifornije v Los Angelesu.